# Вінкель (Цюрих)
Вінкель (нім. Winkel ZH) — громада  в Швейцарії в кантоні Цюрих, округ Бюлах.

## Географія
Громада розташована на відстані близько 105 км на північний схід від Берна, 14 км на північ від Цюриха.
Вінкель має площу 8,1 км², з яких на 21,4% дозволяється будівництво (житлове та будівництво доріг), 44% використовуються в сільськогосподарських цілях, 27,6% зайнято лісами, 7% не є продуктивними (річки, льодовики або гори).

## Демографія
2019 року в громаді мешкало 4535 осіб (+15,4% порівняно з 2010 роком), іноземців було 15%. Густота населення становила 559 осіб/км².
За віковим діапазоном населення розподілялося таким чином: 17,4% — особи молодші 20 років, 63,5% — особи у віці 20—64 років, 19,2% — особи у віці 65 років та старші. Було 1998 помешкань (у середньому 2,2 особи в помешканні).
Із загальної кількості 981 працюючого 121 був зайнятий в первинному секторі, 109 — в обробній промисловості, 751 — в галузі послуг.